# Сульфат ванадия(II)
Сульфат ванадия(II) — неорганическое соединение, соль металла ванадия и серной кислоты с формулой VSO4, образует кристаллогидраты — красно-фиолетовые кристаллы, растворимые в воде.

## Получение
- Восстановление оксида ванадия(V) цинковой пылью и серной кислотой:

{\displaystyle {\mathsf {V_{2}O_{5}+3Zn+5H_{2}SO_{4}\ {\xrightarrow {}}\ 2VSO_{4}+3ZnSO_{4}+5H_{2}O}}}
- Восстановление сульфата ванадия(III) цинком:

{\displaystyle {\mathsf {V_{2}(SO_{4})_{3}+Zn\ {\xrightarrow {}}\ 2VSO_{4}+ZnSO_{4}}}}

## Физические свойства
Сульфат ванадия(II) при осторожном высушивании раствора осаждается в виде кристаллогидрата — красно-фиолетовых кристаллов.
Образует кристаллогидраты состава VSO4•n H2O, где n = 6, 7. Гептагидрат сульфата ванадия (II) VSO4•7H2O называют ванадиевым купоросом.

## Химические свойства
- На воздухе сульфат ванадия(II) легко окисляется кислородом:

{\displaystyle {\mathsf {2VSO_{4}+O_{2}\ {\xrightarrow {}}\ 2VOSO_{4}}}}
- С сульфатами щелочных металлов и аммония образует слаборастворимые смешанные соли состава {\displaystyle {\mathsf {M_{2}V(SO_{4})_{3}*6H_{2}O}}} (M = NH4, K, Rb, Cs). Они являются солями Туттона и имеют структуру шенита. В таком состоянии ванадий(II) более устойчив к окислению, нежели его сульфат в чистом виде.
- При подкислении водный раствор сульфата ванадия(II) медленно разлагается с выделением водорода:

{\displaystyle {\mathsf {2VSO_{4}+H_{2}SO_{4}\ {\xrightarrow {}}\ V_{2}(SO_{4})_{3}+H_{2}\uparrow }}}
- Реагирует с растворами щёлочи с образованием гидроксида ванадия(II) коричневого цвета, который выпадает в осадок:

{\displaystyle {\mathsf {VSO_{4}+2NaOH\ {\xrightarrow {}}\ V(OH)_{2}\downarrow +Na_{2}SO_{4}}}}
Продукт данной реакции быстро окисляется водой до гидроксида ванадия(III).
- Сульфат ванадия(II) проявляет восстановительные свойства. Так, он способен восстанавливать металлы из растворов солей олова(II), меди(II), золота(III). Азотная кислота и нитраты восстанавливаются им до аммиака и его производных, а сульфиты - до сероводорода.
- В присутствии фторид-ионов восстановительная активность сульфата ванадия(II) увеличивается, так как они связывают ионы трёхвалентного ванадия в прочные фторидные комплексы. В подобных условиях сульфат ванадия(II) способен, к примеру, восстановить кадмий из раствора его соли:

{\displaystyle {\mathsf {2VSO_{4}+12NaF+CdSO_{4}\ {\xrightarrow {}}\ Cd\downarrow +3Na_{2}SO_{4}+2Na_{3}[VF_{6}]}}}
В отсутствие фторид-ионов данная реакция протекает в обратном направлении.